# Oserne
Oserne (ukrainisch Озерне; russisch Озёрное Osjornoje) ist eine Siedlung städtischen Typs im Rajon Schytomyr in der ukrainischen Oblast Schytomyr mit etwa 5500 Einwohnern.

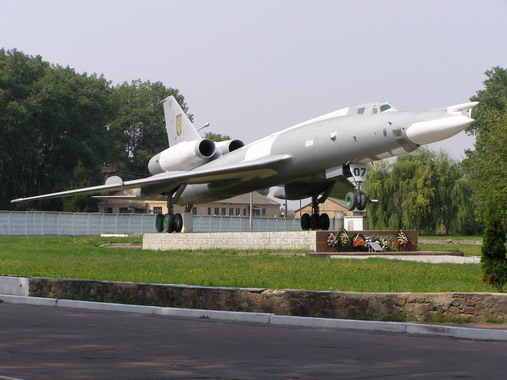
Flugzeug-Denkmal vor dem Eingang der Fliegergarnison im Ort

Oserne liegt auf einer Höhe von 220 m am Ufer der Hujwa. Die Rajonshauptstadt Schytomyr liegt 15 km nordwestlich der Siedlung.

## Geschichte
Der Ort entstand im Zuge der Errichtung eines Flugplatzes auf dem Gebiet des Dorfes Skomorochy (heute nördlich gelegen), 1933 wurde die Fliegergarnison errichtet. Während des Zweiten Weltkrieges bekam der Flugplatz größere Bedeutung; unter deutscher Besatzung wurden die Anlagen zu einem Kriegsgefangenenlager. Im Umfeld der SS-Garnison wurde die deutsche Siedlungskolonie Hegewald eingerichtet. In Hegewald, im Umfeld des Flughafens befand sich auch das verbunkerte Hauptquartier von Heinrich Himmler. Nach der Rückeroberung durch die Rote Armee im Jahr 1944 wurde der Flugplatz sowie die Garnison stark ausgebaut.
Seit 1959 ist der um die Militäranlagen entstandene Ort als Siedlung städtischen Typs selbständig.
Am 12. Juni 2020 wurde die Siedlung ein Teil der neugegründeten Siedlungsgemeinde Nowohujwynske, bis dahin war sie Teil der Siedlungsratsgemeinde Nowohujwynske im Zentrum des Rajons Schytomyr.